# علم السنغال
علم السنغال (بالفرنسية: drapeau du Sénégal)‏ ويتألف العلم من ثلاثة أعمدة ملونة رأسية خضراء وصفراء وحمراء تتوسطها نجمة خماسية خضراء. أُعتُمِد العلم في 20 آب - أغسطس من سنة 1960. ليحل محل علم اتحاد مالي.

## التاريخ
في ظل الحكم الاستعماري الفرنسي على السنغال، منعت السلطات المستعمرة من استخدام العلم الاستعماري لأنها كانت قلقة من أن يؤدي ذلك إلى زيادة الشعور القومي وإلى الدعوة إلى الاستقلال. وكان الفرنسيون ملزمين بمنح السنغال حكمًا ذاتيًا محدودًا كجمهورية تتمتع بالحكم الذاتي داخل المجتمع الفرنسي. وفي الرابع من إبريل 1959، ضُم السنغال إلى السودان الفرنسي لتشكيل اتحاد مالي. وفي ذلك الوقت، استخدم علم جديد: يتكون من ثلاثة أعمدة رأسية (من اليسار إلى اليمين أخضر وأصفر وأحمر) ويوجد في الوسط صورة لبشري (يشار إليه باسم كاناجا). وحصل الاتحاد على الاستقلال عن فرنسا في العشرين من يونيو 1960.
لم يدم الاتحاد بين المستعمرتين السابقتين طويلاً وانتهى بعد شهرين من الاستقلال. حيث في 20 أغسطس، انفصلت السنغال عن الاتحاد وأصبحت دولة مستقلة. احتفظ السنغال بألوان العلم القديم ولكن مع استبدال الكاناجا بنجمة خضراء، وتغيير درجات الألوان.

## الرمزية
- الأخضر يرمز إلى نبي الإسلام محمد[10][11][12] ويرمز إلى الأمل بالنسبة إلى أتباع الدين المسيحي ويرمز إلى الخصوبة بالنسبة للأحيائيين.
- الأصفر يرمز إلى ثروات البلاد.
- الأحمر وهو لون الدم والحياة وهو يرمز إلى التضحية والكفاح من أجل التنمية.[13]
- النجمة الخماسية التي هي باللون الأخضر ترمز إلى الانفتاح على العالم وترمو كذلك إلى استقلال البلاد وإلى اركان الإسلام الخمسة بالنسبة إلى المسلمين.

## أعلام سابقة
| العلم | التاريخ   | الاستخدام                           | الوصف |
| ----- | --------- | ----------------------------------- | --- |
|       | 1958–1959 | علم السنغال الفرنسية                | حقل أخضر تتوسطه نجمة خماسية صفراء                                                                            |
|       | 1959–1960 | علم اتحاد مالي داخل المجتمع الفرنسي | ثلاثة أعمدة رأسية (من اليسار إلى اليمين أخضر وأصفر وأحمر) ويوجد في الوسط صورة لبشري (يشار إليه باسم كاناجا). |

## أعلام مشابهة
يتشارك علم السنغال ألوان عدة أعلام بلدان أفريقية أخرى في المنطقة، مثل الكاميرون وغينيا ومالي.